# كيوشي يوشيدا
كيوشي يوشيدا (باليابانية: 吉田潔؛ بالكانا: よしだ きよし) هو ملحن ياباني، ولد في 1964 في يوكوهاما في اليابان.

## وصلات خارجية
- الموقع الرسمي
- كيوشي يوشيدا على موقع IMDb (الإنجليزية)
- كيوشي يوشيدا على موقع ميوزك برينز (الإنجليزية)
- كيوشي يوشيدا على موقع أول ميوزيك (الإنجليزية)
- كيوشي يوشيدا على موقع ديسكوغز (الإنجليزية)
- كيوشي يوشيدا على موقع ANN person (الإنجليزية)